# Grand National Rodeo
El Grand National Rodeo, Horse, and Stock Show es uno de los eventos de rodeo más grandes en los Estados Unidos. El Grand National se celebra anualmente en el Cow Palace en Daly City, llevando el rodeo a una audiencia urbana. El Grand National también es una feria agrícola del condado, organizada por el Departamento de Alimentos y Agricultura de California.

## Eventos
En la feria agrícola se llevan a cabo los eventos habituales del club 4-H / Futuros Agricultores de Estados Unidos. Se juzgan ovejas, ganado, cabras, conejos y cerdos. Los establos de caballos y ganado están abiertos al público y se realizan exhibiciones completas de caballos de estilo inglés y occidental.
Además de los eventos mencionados, hay actuaciones musicales country y western, un carnaval y el concurso de belleza Miss Grand National, cuyas concursantes suelen competir también en otros concursos en el rodeo. El Grand National Rodeo fue incluido en el Salón de la Fama del ProRodeo en 2008.

## Historia
El Cow Palace fue construido para albergar el primer Grand National Rodeo, que en ese entonces se conocía como tres eventos separados: la Gran Exposición de Ganado, el Gran Espectáculo de Caballos y el Gran Rodeo Nacional, que se celebraron simultáneamente del 15 al 22 de noviembre de 1941. Los eventos adicionales en el Cow Palace fueron interrumpidos temporalmente por la Segunda Guerra Mundial, y el lugar se utilizó para albergar tropas; el rodeo de diez días y los eventos asociados regresaron el 15 de noviembre de 1946. El tercer Grand National Rodeo se llevó a cabo del 1 al 9 de noviembre de 1947.
En 2020, el rodeo fue llevado a cabo de manera virtual a causa de la pandemia de COVID-19.